# 內德·巴伯薩
內德·巴伯薩（1980年9月23日—）是安哥拉女子手球運動員，曾代表國家參加2012年倫敦奧運的女子手球比賽，並未獲得獎牌。她也隨隊參加了2011年非洲運動會，結果獲得金牌。